# Боголюбов, Николай Петрович (сенатор)
Николай Петрович Боголюбов (1842—1919) — российский государственный  деятель, правовед, сенатор, действительный тайный советник (1906).

## Биография
Родился 12 (24) февраля 1842 года.
В службе и классном чине с 1862 года после окончания Императорского училища правоведения.
В 1879 году произведён в действительные статские советники, помощник прокурора Петроградского военно-окружного суда и  юрисконсульт Министерства юстиции. С 1884 года управляющий Отделением дел государственного секретаря Государственной канцелярии А. А. Половцова. В 1888 году  произведён в тайные советники, статс-секретарь Государственного совета Российской империи и управляющий Отделением гражданских и духовных дел.
С 1893 по 1917 годы — сенатор, присутствующий и первоприсутствующий в Судебном департаменте Правительствующего сената.
В 1909 году был произведён в действительные тайные советники; был награждён всеми российскими орденами вплоть до ордена Святого Владимира 1-й степени и орденом Святого Александра Невского с бриллиантовыми знаками пожалованного ему 1 января 1909 года.
Умер 21 января 1919 года.

## Семья
Был женат на Надежде Ивановне Егоровой. Их дети:
- Владимир (13.04.1869—?)
- София (09.01.1871[7]—?)
- Пётр (15.05.1874—06.02.1911[8])
- Варвара (14.03.1877—?)